# Benjamin Lemaire

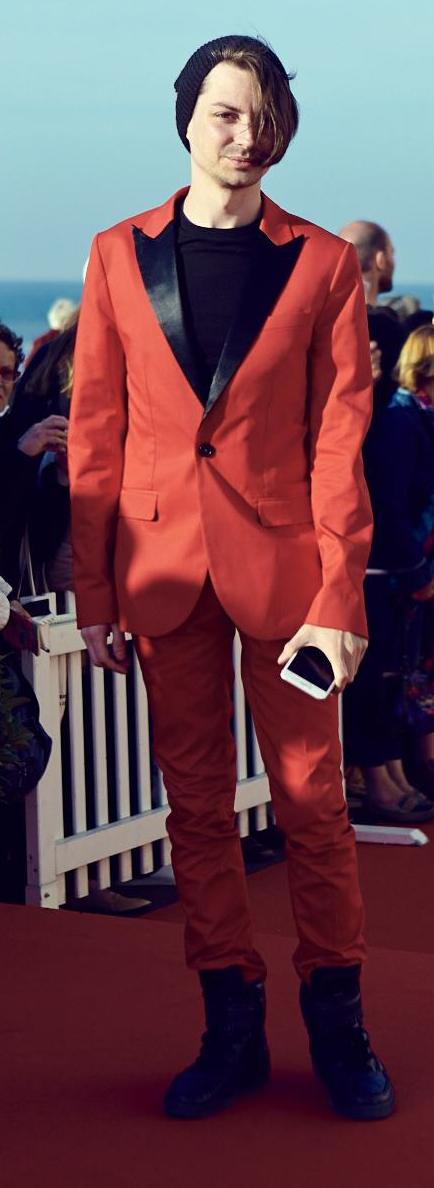
Ben Lemaire (2016)

Ben Lemaire (* 15. Juli 1985 in Sedan) ist ein französischer Fotograf, Regisseur, Filmproduzent, Autor und Blogger.

## Leben
Seine Karriere begann 2005 als Agent.
Seit 2003 schrieb er als Blogger wöchentliche Stellungnahmen zum satirischen Blog Megaconnard. Seine Artikel wurden viele Male von bekannten Medien kommentiert. Er arbeitete auch mit Agoravox und Le Post zusammen, bevor er als Fotograf und Regisseur zum Musikblog und zur Produktion von Le Hiboo kam. 2009 half er bei der Entwicklung des französischen Musikportales Rock Me Up, bevor er Soul Kitchen als Referenz zu The Doors entwickelte. 
Im Jahre 2010 verkaufte er seine Arbeit, um Le Transistor, einen französischen Musik-Blog und Produktion, in Zusammenarbeit mit dem französischen Aktivisten Agnès Bayou zu schaffen.
2006 gründete er als Student seine erste Produktionsfirma namens Act'ivia. 2008 gründete er den gemeinnützigen Verein Clap Avenir (Imag'in), um die Rechte von jungen Künstlern zu verteidigen. 2016 gründete er SocialTube, um Youtuber und Webinhalte zu produzieren.
Er erhielt eine Radio-Show auf Radio Neo für 2 Jahre, bevor er 2013 zu Virgin Radio kam.

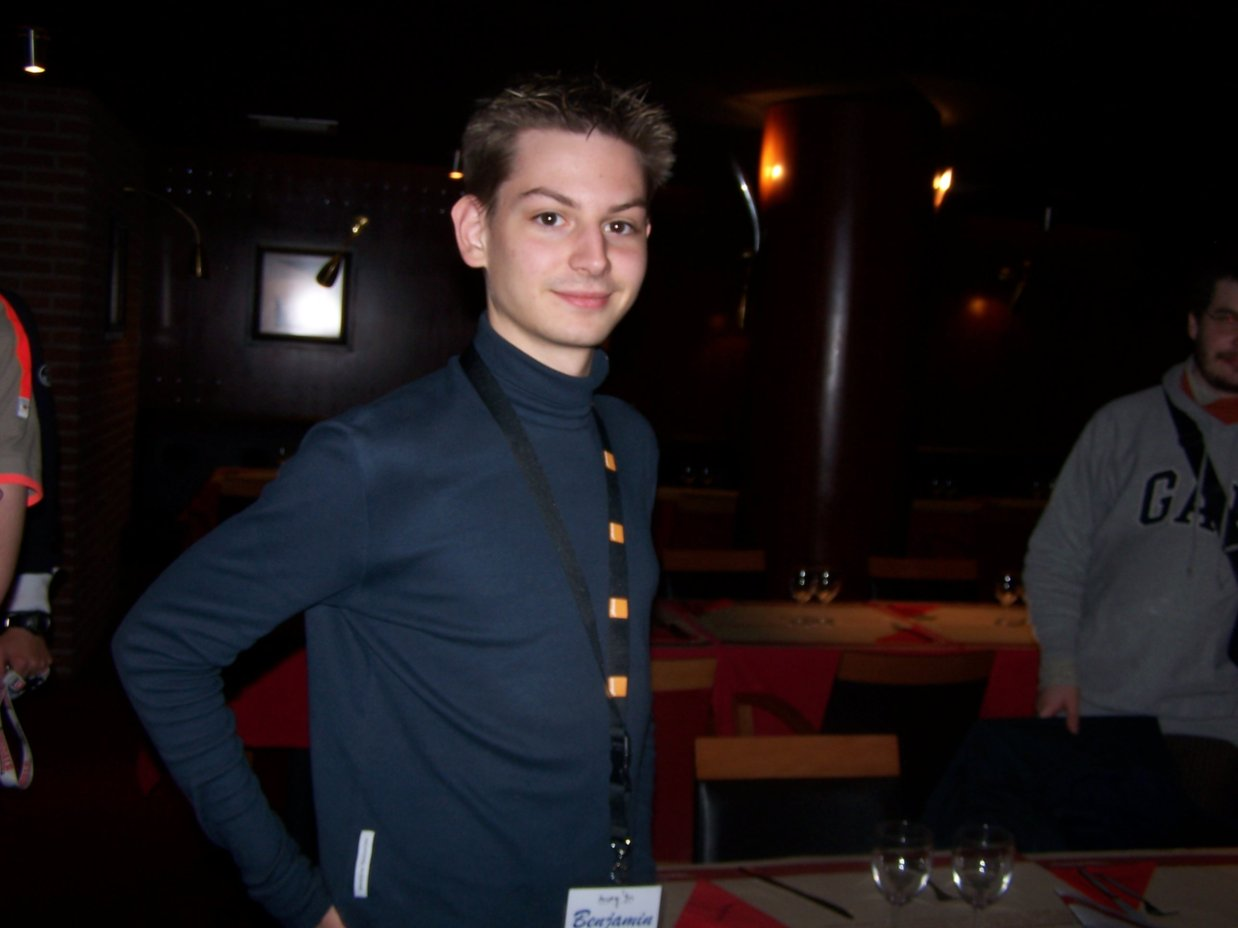
Ben Lemaire (2008)

Als Regisseur drehte er etwa 300 Musikvideos. Er arbeitete unter anderem für Justin Bieber, Bruno Mars, Asaf Avidan. Im Jahr 2013 drehte seinen ersten Kinofilm "Lilly Wood und The Prick au Trianon", welcher von Pathé produziert wurde.
Als Pressefotograf arbeitete er bei Maxppp, Wostok Press und Virtuo Press. Seine Arbeit wurde in vielen Medien wie Le Monde, Libération veröffentlicht. 2008 trat er Musikagentur Dalle für seine Musikbilder bei. Er fotografierte rund 1000 Konzerte und arbeitete mit Musikstars wie Patti Smith, Lady Gaga, Miley Cyrus und Rihanna.
Seit 2016 berät er viele französische Filmstars für ihre digitale Kommunikation, wie Sophie Marceau, Emmanuelle Béart, Juliette Binoche, JoeyStarr.

## Werke

### Kinofilm
- 2013: Lilly Wood and The Prick au Trianon

### Musikvideos
- 2015 – Wigwam Squaw: Eye
- 2014 – Ben Mazué: Vivant
- 2014 – Wigwam Squaw: Sam's revolver
- 2013 – Wigwam Squaw: Armchair
- 2012 – Wigwam Squaw: Set You on Fire
- 2011 – Wigwam Squaw: NFM
- 2011 – Wigwam Squaw: Intro
- 2011 – Les Rois de la Suède: Ta liberté de voler
- 2010 – Yules: Absolute Believer
- 2006 – Salut à toi

### Konzerte
- 2014 – Wigwam Squaw
- 2013 – Stuck in The Sound: live à l'EMB Sannoirs
- 2011 – Cheers: Live à La Clef
- 2010 – Rococo à La Maroquinerie
- 2010 – Corinne Bailey Rae
- 2010 – Grand Corps Malade
- 2009 – Sacha Page au Gibus

### Kurzfilme
- 2017 – Different
- 2017 – A nightmare
- 2017 – La mélodie du silence (writer)
- 2015 – A Woman
- 2011 – Attention
- 2006 – Rapt
- 2005 – Clair Obscur (many awards)
- 2004 – Esprit es-tu là?
- 2003 – Sous le lit

### Webserien
- 2017 – 30 seconds in Paris
- 2016 – Trendy5
- 2012 – Saint Zak
- 2011 – The We Pop Sessions
- 2010–2016 – The Transistor Sessions (starring The Script, Texas..)
- 2010–2011 – P20ris (starring Lilly Wood and the Prick, Asaf Avidan, Shaka Ponk..)
- 2010 – The SK*wat Sessions
- 2009–2010 – The SK* Sessions (starring Justin Bieber..)

### Drehbücher
- 2016 – Divagations surréalistes
- 2016 – Recyclage: Textes ratés et oubliés
- 2015 – Effluves
- 2014 – Aléas: Une oeuvre intégralement écrite par un ordinateur
- 2013 – Etudes du Néant